# Marsilea farinosa
Marsilea farinosa är en klöverbräkenväxtart. Marsilea farinosa ingår i släktet Marsilea och familjen Marsileaceae.
IUCN kategoriserar arten globalt som livskraftig (LC).

## Underarter
Arten delas in i följande underarter:
- M. f. arrecta
- M. f. farinosa